# Badge engineering

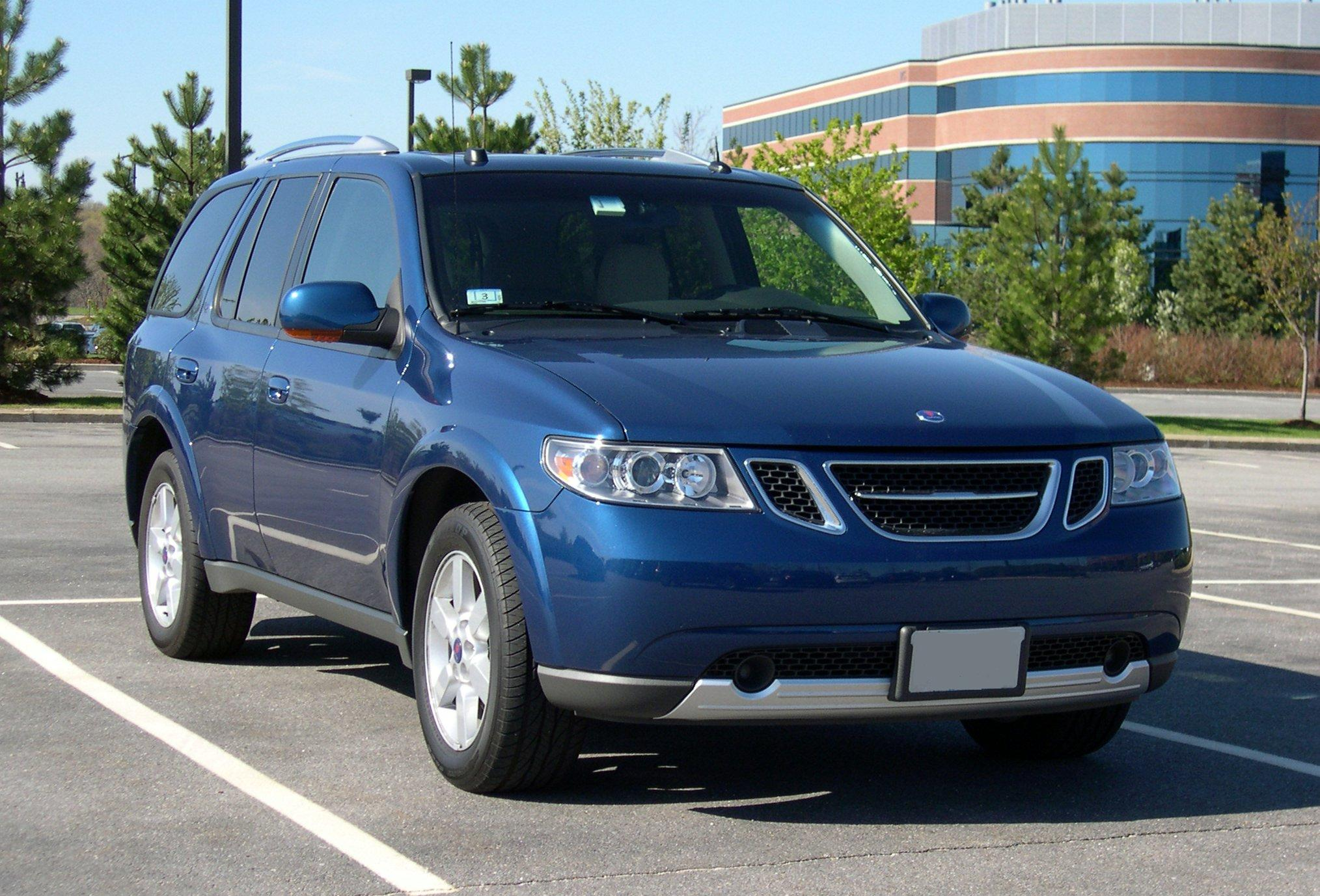
Ett exempel på Badge engineering är Saab 9-7X som i grunden är en Chevrolet Trailblazer

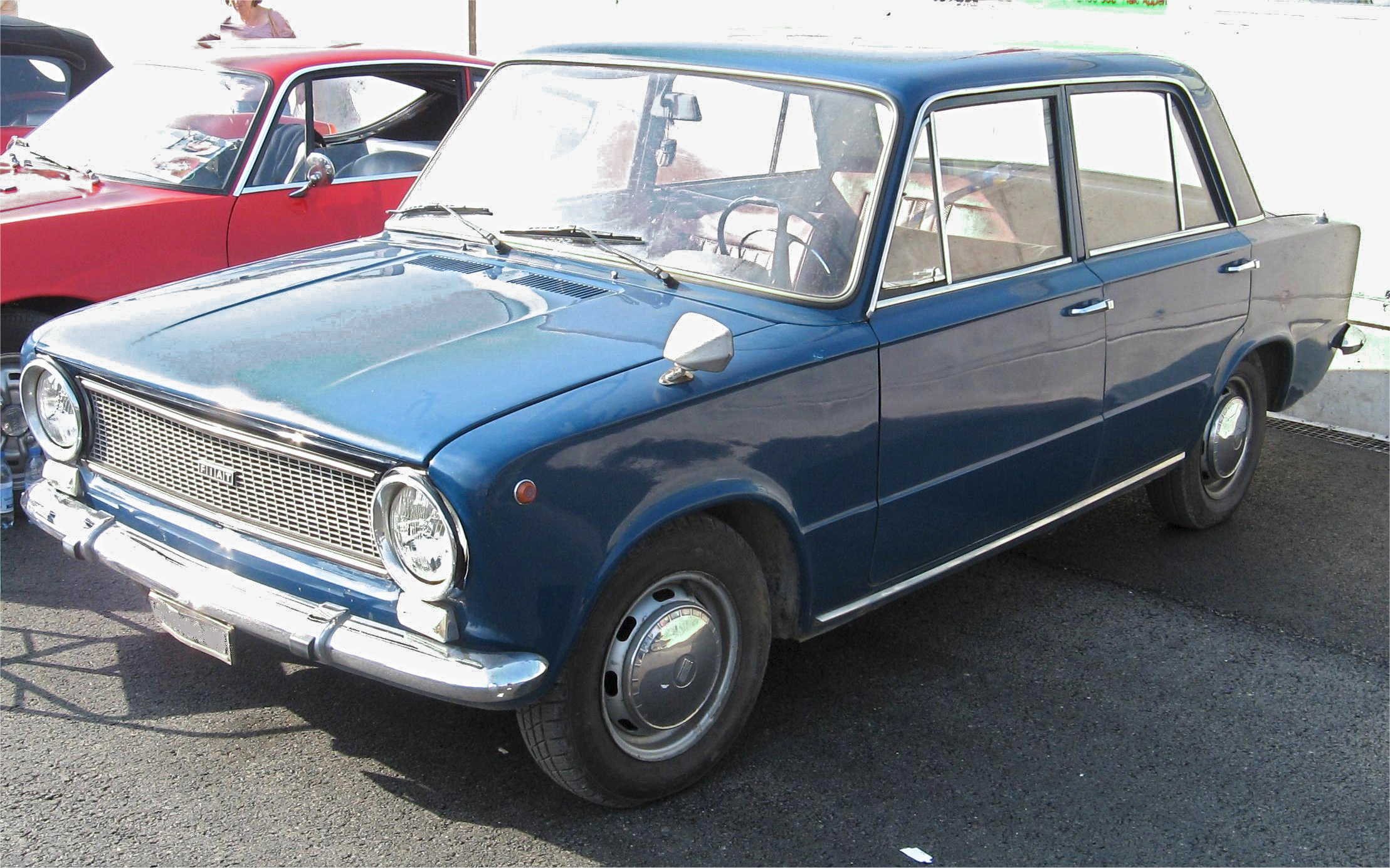
Fiats modeller har flera syskonmodeller under annat namn genom licenstillverkning. Fiat 124 finns även i versioner av Lada, Seat och Premier.

Badge engineering (eller badging) är en term för när man byter märke på en produkt. Uttrycket använts bland annat inom bilindustrin när en bilmodell finns under olika namn (med mindre justeringar). I andra branscher benämns detta ibland flermärkesstrategi.
Badge engineering har en lång tradition inom bilindustrin. Koncerner som brittiska BMC och Rootes och amerikanska som GM, Chrysler och Ford tillverkade tidigt modeller som i grunden var samma modeller där man gjorde mindre justeringar. Exempel är Jaguar och Daimler, Rolls-Royce och Bentley. Rootes genomdrev hårdhänta rationaliseringar bland sina märken och var pionjärer inom badge engineering. Under femtiotalet suddades koncernens märkesidentiteter ut och det enda som skiljde bilarna åt var kylarmaskeringen och detaljer i utrustningsnivå. General Motors har sedan 1970-talet gjort samma sak med sina utomamerikanska bilmärken Vauxhall, Opel och Holden. 
I Sverige har Saab under senare år gjort flera modeller för den amerikanska marknaden utifrån bilar inom GM-koncernen.

## Olika typer

### Inom en koncern
Badge engineering sker ofta genom att en stor koncern har en rad olika märken och marknadsför en och samma bil under de olika märkena. Det görs ibland för att få ett större modellprogram för ett märke utan att utveckla en helt ny bil. Under senare år har Saab fått ett större modellprogram på detta sätt även om SUV-modellerna som tagits fram bara återfinns på den nordamerikanska marknaden. På den nordamerikanska marknaden har biltillverkarna under lång tid haft olika varianter av en samma bil. 

### Samarbeten
Det finns även exempel på hur olika biltillverkarna gått samman och tillverkat en gemensam bil men som fått respektive företags märke med vissa mindre ändringar. I Europa finns flera exempel, främst inom van - och nyttofordonsexemplet. Ett annat exempel är PSA Peugeot Citroën-koncernen och Fiats samarbete kring transportbilar och minivans.

### Licenstillverkning
Fiat är ett annat exempel på en tillverkare som tidigt började med badge enineering genom licenstillverkning. Den ägde rum i bland annat Österrike, (Steyr-Puch), Jugoslavien (Zastava), Spanien (Seat) och Sovjetunionen (Lada/VAZ). Ett annat exempel är indiska Force Motors tillverkning av Mercedes-Benz T1 som fortfarande tillverkas under namnet Traveller och Excel. Force tillverkade även en indisk version av Harburger Transporter.

## Exempel

### GM
- Opel Omega, Cadillac Catera
- Opel Astra, Saturn
- Opel Kadett, Chevrolet Kadett, Pontiac Le Mans, Daewoo Racer
- Saab 9-7X, Chevrolet Trailblazer, Buick Rainier, Oldsmobile Bravada, Isuzu Ascender och GMC Envoy.
- SAAB 9-2X, Subaru Impreza

|  |  |  |

### PSA/Fiat
- Fiat Ducato, Citroën Jumper, Peugeot Boxer
- Fiat Scudo, Citroën Jumpy, Peugeot Expert
- Fiat Ulysse, Citroën C8, Peugeot 807, Lancia Zeta (samarbetet Eurovan)
- Fiat Fiorino, Peugeot Bipper, Citroën Nemo

### Opel/Nissan-Renault
- Renault Trafic, Master
- Opel Vivaro, Movano
- Nissan Primastar, Interstar

|  |  |

|  |  |

### Volkswagen/Daimler AG/Ford
- Volkswagen Polo, Audi 50
- Volkswagen Sharan, Ford Galaxy, Seat Alhambra
- Mercedes-Benz Sprinter, VW LT, Dodge Sprinter och Freightliner Sprinter
- Volkswagen Lupo, Seat Arosa

|  |  |  |  |

### Övriga
- DAF 66, Volvo 66
- DAF 77, Volvo 340